# Гвадар
Гвада́р (урду گوادر, англ. Gwadar) — портове місто та адміністративний центр однойменного округу, розташованого на південному-заході узбережжі пакистанської провінції Белуджистан. Місто розташоване на березі Аравійського моря навпроти Оману. Згідно з переписом 2017 року, Гвадар є 100-м за величиною містом Пакистану. Це було заморське володіння Оману з 1783 по 1958 рр. Це приблизно 120 км (75 миль) на південний захід від Турбата, тоді як портове місто-побратим Чабахар в Ірані Провінція Сістан і Белуджистан розташована приблизно за 170 км (110 миль) на захід від Гвадара. 2 квітня 2021 року Гвадар було оголошено столицею регіону Південний Белуджистан.
Основний промисловий концерн — рибопереробний завод. Гвадар увійшов до складу султанату Маскат і Оман у 1797 році, і лише в 1958 році місто та прилеглу територію було передано з Оману Пакистану.
Гвадар потрапив у центр уваги після Каргільського конфлікту, коли Пакистан відчув потребу у військовому морському порту, і дорога Карачі-Гвадар (прибережне шосе) була побудована для оборонних цілей. Більшу частину своєї історії Гвадар був малим і середнім поселенням, економіка якого в основному базувалася на кустарному рибальстві. Стратегічна цінність його розташування була вперше визнана в 1954 році, коли Геологічна служба США на запит Пакистану визнала його придатним місцем для глибоководного порту, коли територія ще перебувала під владою Оману. Потенціал території як великого глибоководного порту залишався невикористаним під час зміни урядів Пакистану до 2001 року, коли було розпочато будівництво першої фази було розпочато будівництво порту Гвадар. Перша черга була урочисто відкрита в 2007 році загальною вартістю 248 мільйонів доларів. Після будівництва порт спочатку залишався недостатньо використаним через низку причин, включаючи відсутність інвестицій, проблеми безпеки та нездатність уряду Пакистану передати землю, як це було обіцяно, портовому оператору, Адміністрації порту Сінгапуру.

## Історія
В 1783—1958 роках, Гвадар входив у склад Султанату Маскат (сучасний Оман). Його викупив Пакистан лише в 1958 році.

## Географічне положення
Гвадар омивається Оманською затокою (Аравійським морем) Індійського океану. Гвадар розташовується на Макранському березі, на перешийку молотообразного півострова, береги якого створюють дві напівкруглі бухти. Центр міста розташовується на висоті 8 м над рівнем моря.

## Демографія
Основне населення складають белуджі іранської групи індоєвропейської сім'ї народів.
Населення міста по роках:
| 1998   | 2012   | 2017    |
| ------ | ------ | ------- |
| 43 850 | 65 364 | 138 438 |

## Транспорт
Гвадар є одним із трьох найбільших морських портів Пакистану. Морський порт був збудований Китаєм в період 2002—2005-х років та відкритий весною 2007 року. В 2008 року вантажообіг порту становив 52 000 тон. Головною автомобільною артерією є Макранське берегове шоссе, довжиною 700 км. В майбутньому Гвадар буде з'єднаний із Іраном автомобільним сполученням. По проекту китайсько-пакистанського економічного коридору вартістю 46 мільярдів доларів пакистанський глибоководний порт Гвадар (Gwadar Port) буде зв'язаний через Сіньцзян-Уйгурський автономний район із портами Південного Китаю Гуанчжоу та Фанченган, після будівництва доріг «Кашгар — Хавеліан» (протяжністю 1100 км, через Хунджерабський перевал на спірній із Індією територією Гілгіт-Балістан) та «Хотан — Голмуд» (протяжністю 1600 км, в Китаї). Також в місті розташований міжнародний аеропорт Гвадар, який розташовується за 14 км від центру міста.

## Галерея

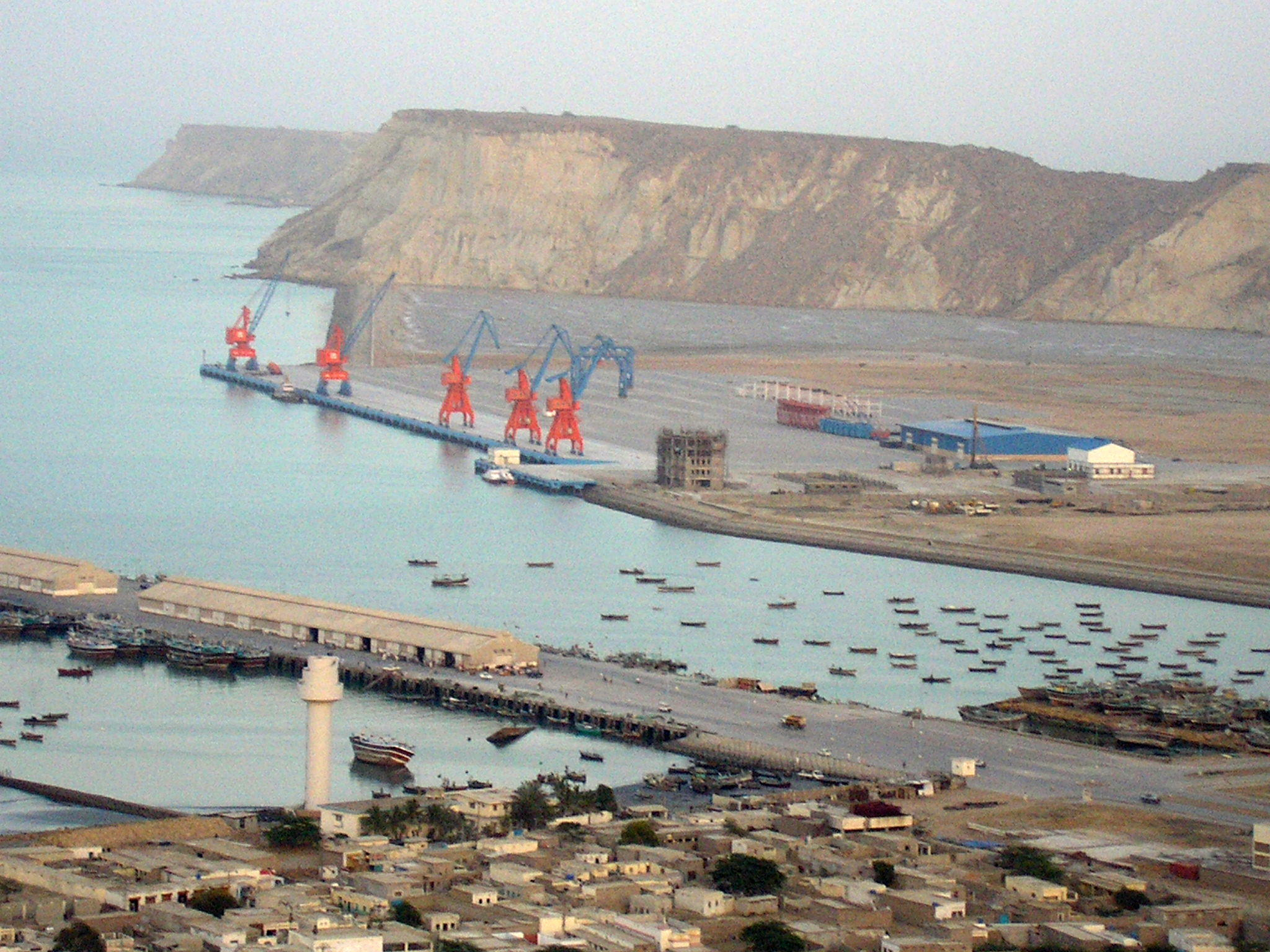
Порт в Гвадарі.
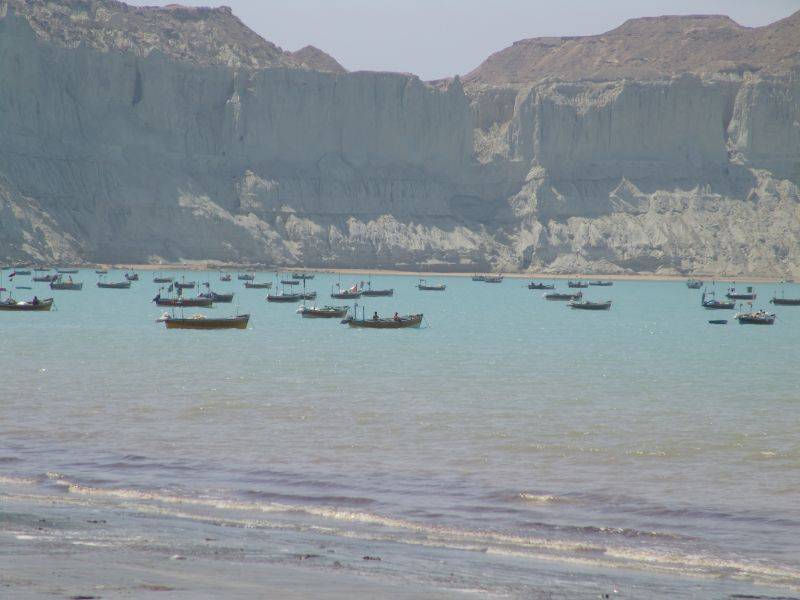
Гвадарська затока[en]
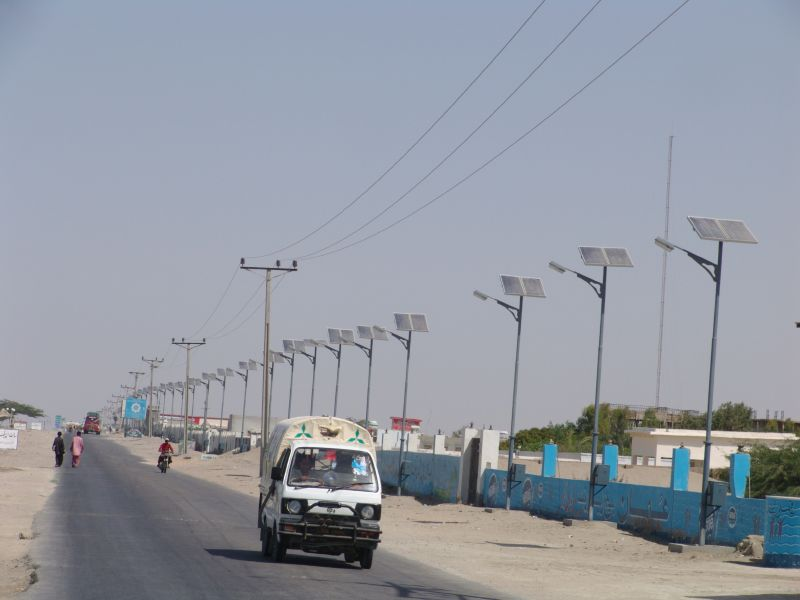
Вуличні ліхтарі на сонячній енергії. Гвадар
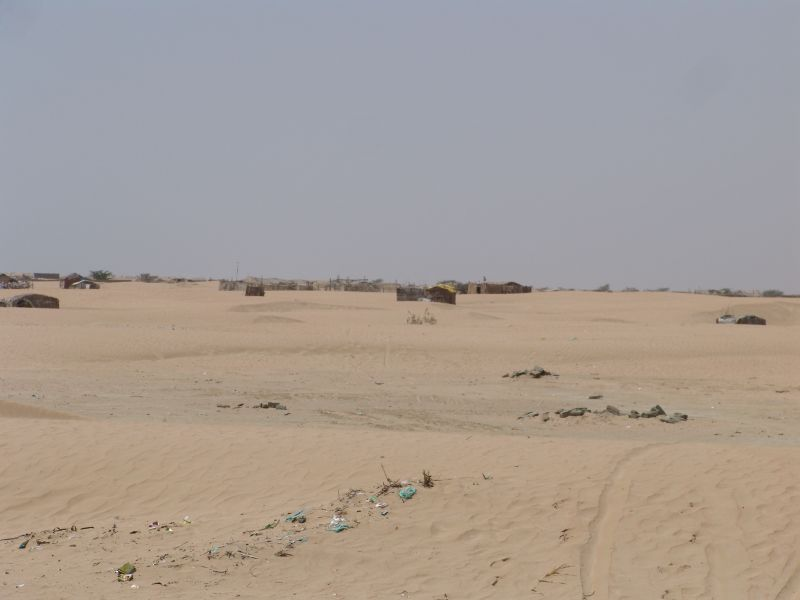
Дика місцевість. Гвадар
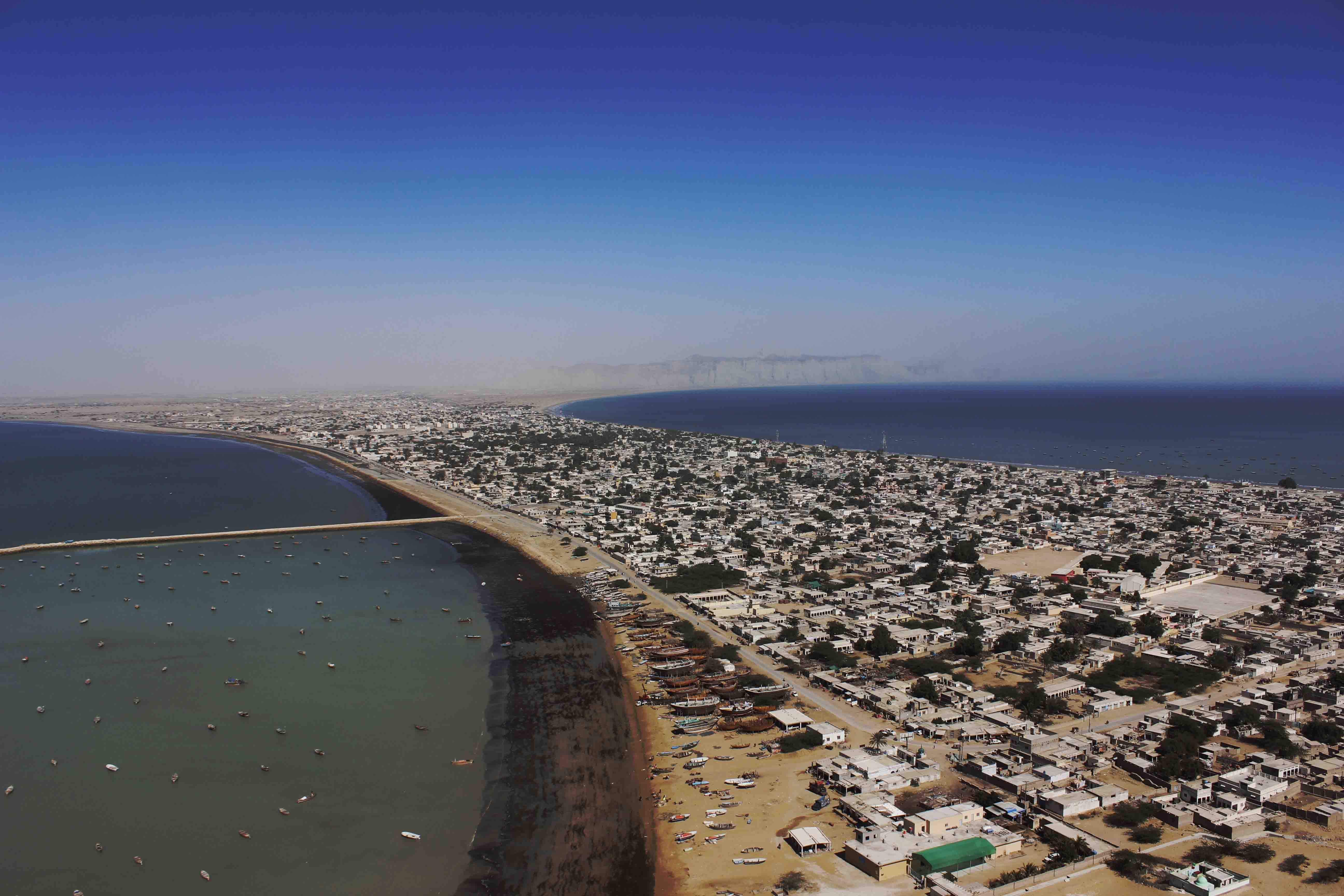
Гвадар розташовується на вузькому піщаному перешийку, який з'єднує мис Гвадара висотою 480 фунтів із береговою лінією Мекрана.
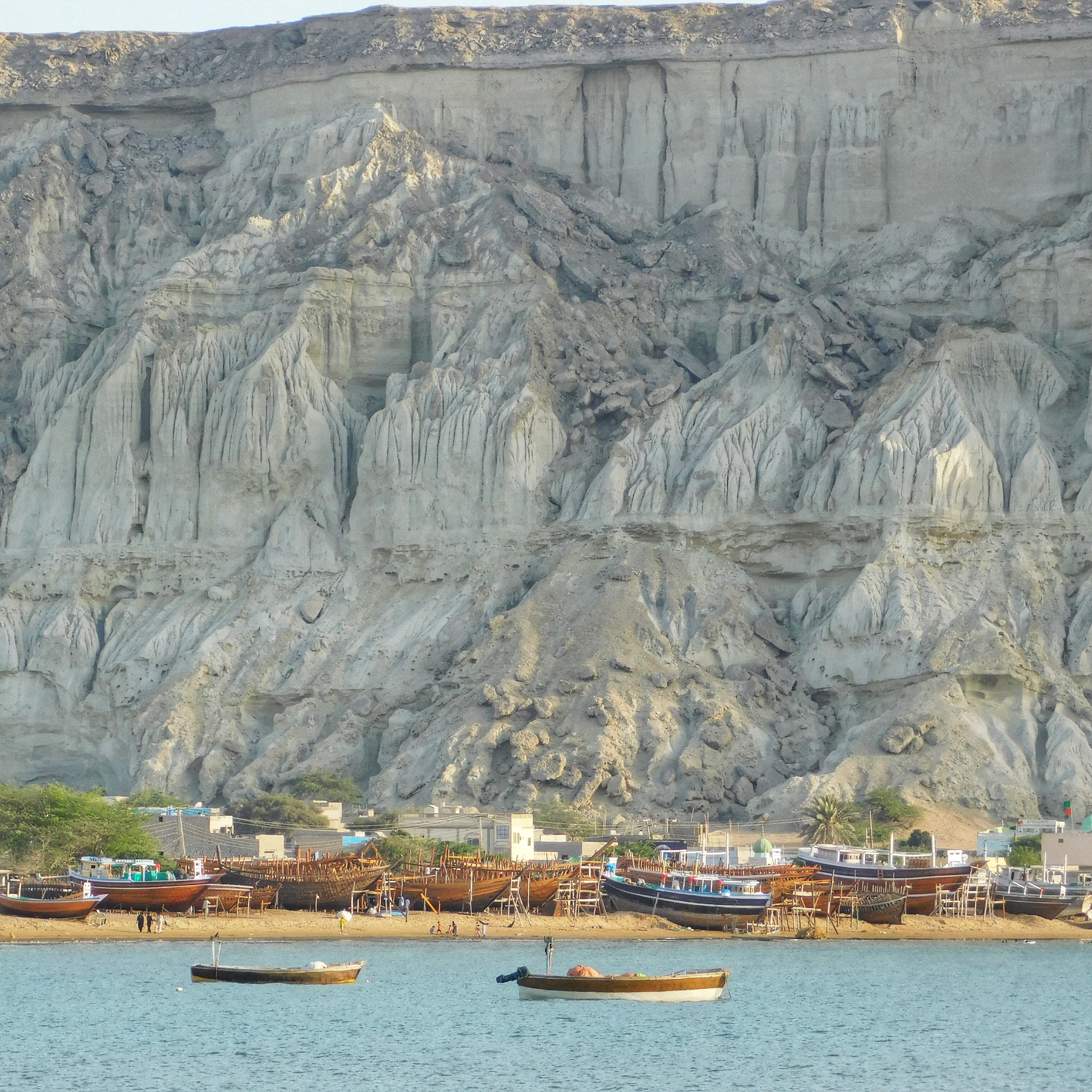
Рибацькі човни у східній затоці Гвадара на фоні пагорбів Кох-е-Мехді
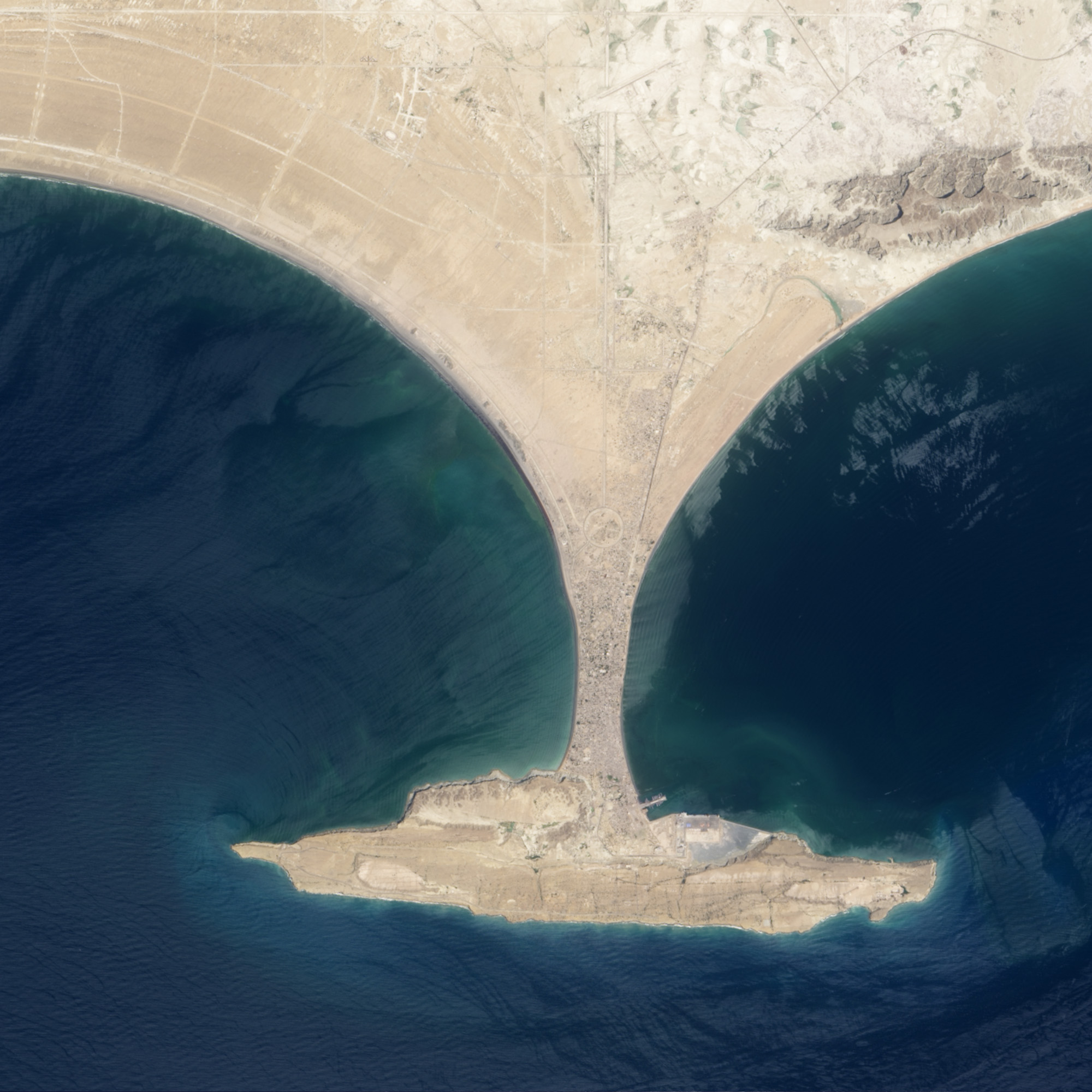
Аерофотозйомка Гвадарського півострова